# Commodore Max
| QS-Informatik | Dieser Artikel wurde wegen inhaltlicher Mängel auf der Qualitätssicherungsseite der Redaktion Informatik eingetragen. Dies geschieht, um die Qualität der Artikel aus dem Themengebiet Informatik auf ein akzeptables Niveau zu bringen. Hilf mit, die inhaltlichen Mängel dieses Artikels zu beseitigen, und beteilige dich an der Diskussion! (+) Begründung: Überarbeitung notwendig: Belege, Spieleauswahl subjektiv. Knurrikowski (Diskussion) 14:49, 11. Apr. 2016 (CEST) |

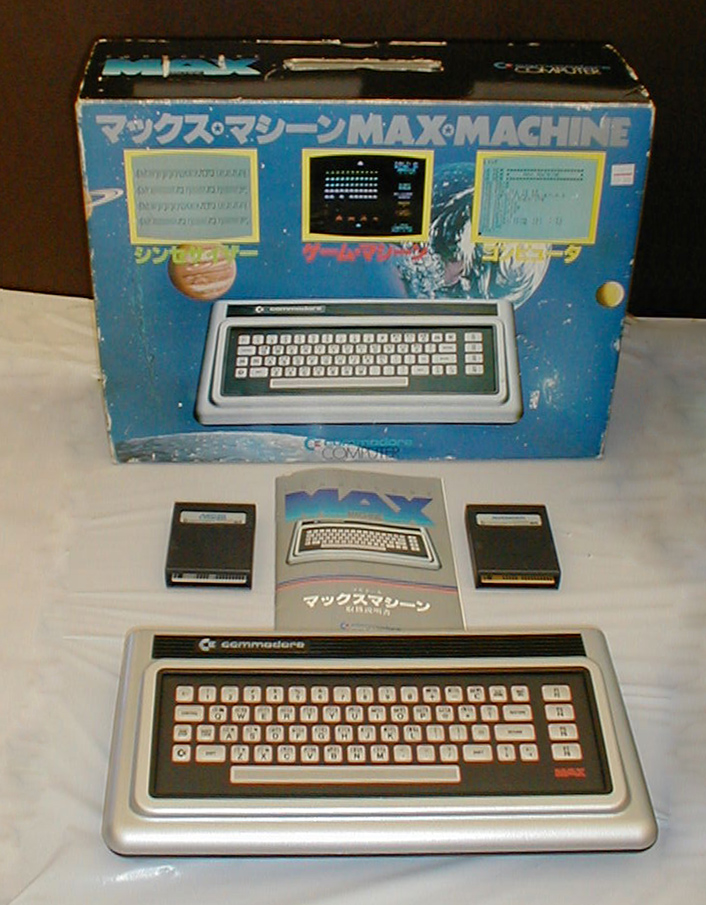
Commodore Max

Der Commodore MAX, ebenfalls bekannt als Max Machine in Japan, Ultimax in den USA und VC10 in Deutschland, war ein Computer, der von Commodore International in Japan entworfen und verkauft wurde. Im Jahr 1982 war er ein Vorgänger des bekannteren C64.
Der Max wurde im Gegensatz zum C64 lediglich mit einer Folientastatur sowie selbst gegenüber dem Commodore VC 20 reduzierten 2 kB RAM (2048 × 8 Bit) nebst 0,5 kB Farbspeicher ausgestattet, wobei die Angaben zum RAM selbst innerhalb der einzelnen Quellen widersprüchlich sind. Er lieferte ausschließlich ein HF-moduliertes Fernsehsignal, besaß aber einen separaten Audio-Ausgang. Weder war der serielle CBM-Bus vorhanden und mit ihm die Möglichkeit des Anschlusses von Diskettenlaufwerken und anderer Peripherie, noch der von anderen Commodore Computern bekannte Userport. Allein eine Datasette war als externes Speichermedium vorgesehen.
Zudem verfügte der Commodore Max über kein eigenes ROM. Dementsprechend konnte nicht nur Software einzig über Steckmodule eingebunden werden, sondern wurde bspw. auch die Programmiersprache BASIC, die im VC 20 und C64 fest im ROM integriert ist, ausschließlich als Steckmodul angeboten: Das Modul MAX BASIC war mit eigenen 2 kB RAM ausgestattet, meldete sich mit 2047 freien Bytes und unterstützte LOAD- und SAVE-Kommandos. Demgegenüber ließ MINI BASIC ohne Datasettenunterstützung sogar bloß 510 Bytes zu dessen Anwendung.
Gleichzeitig entsprachen Chipsatz und CPU aber weitestgehend denen des C64:
- Prozessor: MOS Technology 6510 mit 1,02 MHz
- Grafik: MOS Technology VIC II , jedoch in einer exklusiv-NTSC-M Variante: 6566
- Sound: MOS Technology SID 6581
- Ein-/Ausgabe: MOS Technology CIA 6526, entsprach der CIA 2 im C64

Darüber hinaus ist eine Besonderheit, dass der C64 kompatibel zu Max-Steckmodulen gehalten wurde.  Insgesamt sind C64 und C128 fähig, durch ein Umschalten der Speicheraufteilung, dem sog. ‚Ultimax-Modus‘, einen Commodore Max zu emulieren.
Der Rechner sollte für 489 DM bzw. 200 US-Dollar verkauft werden. Und obwohl er bessere Grafik- und Soundfähigkeiten als der für ungefähr den gleichen Preis erhältliche VC 20 bot, war letzterer jedoch besser erweiterbar, hatte ein viel größeres Softwareangebot und eine bessere Tastatur. Daher verkaufte sich der Max unbefriedigend und die Produktion wurde schnell eingestellt.
Zwar erwähnt die C64-Anleitung den Max namentlich und deutet an, dass Commodore beabsichtigte, ihn international zu verkaufen, jedoch ist unklar, ob er überhaupt jemals außerhalb Japans verkauft wurde. In Deutschland wurde er in Zeitschriften bereits als „Commodore VC 10: Der Kleine mit der großen Leistung“ beworben und inkl. Bestellnummer als „voraussichtlich ab Oktober 1982 lieferbar“ angekündigt. Letztlich wurde das Gerät in Deutschland jedoch nie verkauft. Heute gilt es als Rarität.

## Spiele
Explizit für den MAX, aber auch auf dem C64 lauffähig, wurden folgende Titel veröffentlicht:
- Avengers
- Billiards
- Bowling
- Clowns
- Gorf
- Jupiter Lander
- Kickman
- Min Basic I (nicht auf dem C64 lauffähig)
- Max Basic (nicht auf dem C64 lauffähig)
- Mole Attack
- Money Wars
- Music Composer
- Omega Race
- Radar Rat Race
- Road Race
- Slalom
- Super Alien
- Wizard of Wor